# 浚州街道
浚州街道是中华人民共和国河南省鹤壁市浚县下辖的一个街道办事处。

## 行政区划
浚州街道下辖以下村级行政区划单位：
北关村、东榆柳村、西大榆柳村、七股路村、苏庄村、姬村、南赵庄村、小榆柳村、秦李庄村、北陈庄村、东王桥村、孙庄村、朱庄村、甘草庄村、贾庄村、西马庄村、常庄村、快庄村、东马庄村、十里铺村、杨马庄村、城王庄村、于林村、西陈村、理峪村、大理沟村和吴李甘寨村。